# Zirider

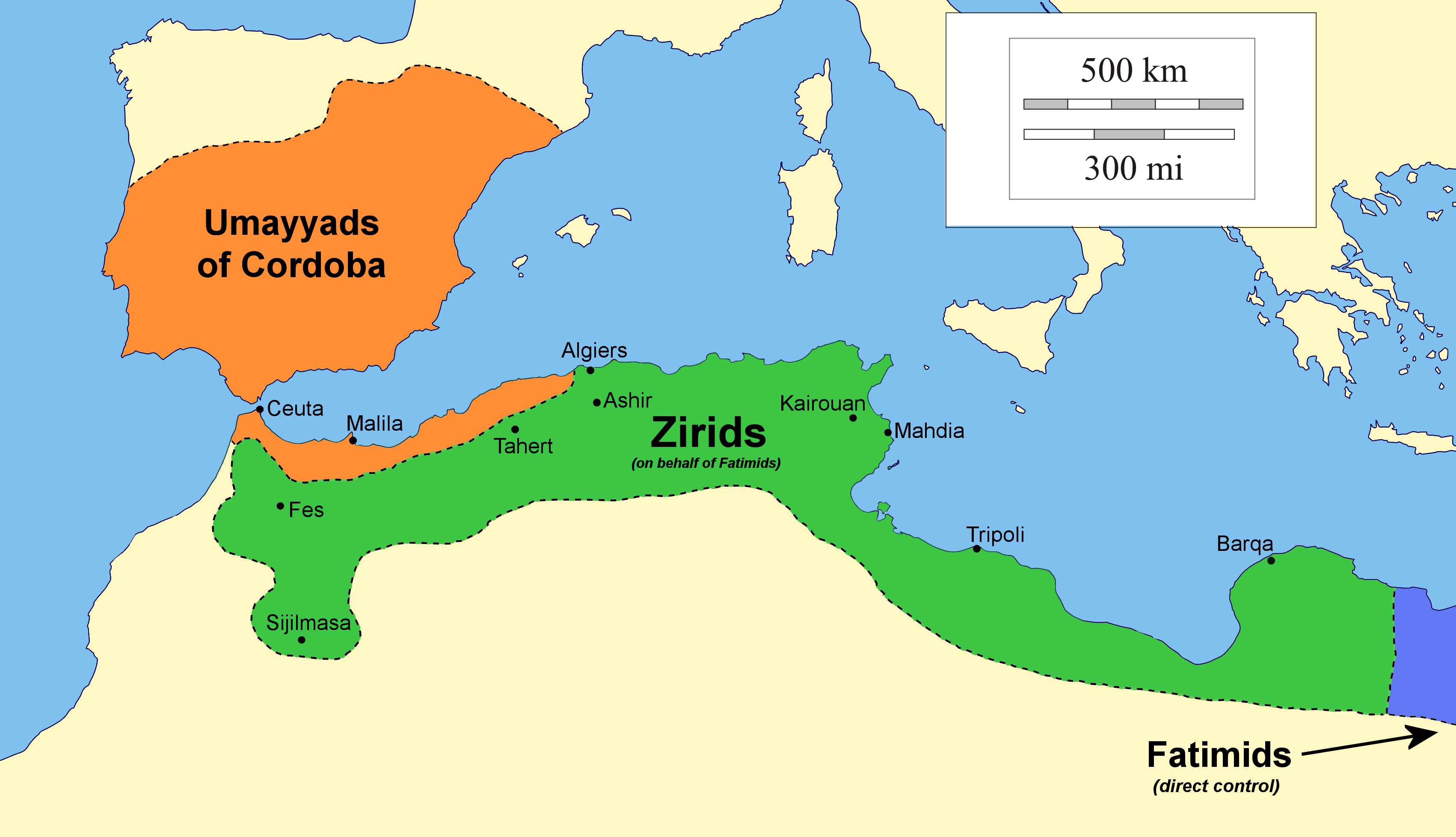
Ziridernas rike cirka 980.

Ziriderna, Ziriddynastin, var en berbisk dynasti som härstammade från kutamastammen i Lilla Kabylien och som regerade Ifriqiya i dagens Tunisien mellan 972 och 1148. Deras huvudstad var Kairouan (al-Qayrawān). 

## Historik
Ziriderna regerade under fatimiderna innan Sharaf ad-Dawla al-Muizz ibn Badis förklarade sitt rike självständigt. Han flyttade huvudstaden till Mahdia sedan Kairouan gått förlorat till Banu Hilal. Den slutgiltiga brytningen med fatimiderna kom under Abu Tahir Tamim ibn al-Muizz som genom en reform av predikan (khutba) 1078 närmade sig den abbasidiske kalifen.
Ziridernas ställning försvagades då den arabiska beduinstammen Banu Hilal gjorde sitt intåg i Nordafrika och de störtades slutligen av almohaderna. 
En gren av dynastin härskade i Emiratet av Granada fram till 1492.
Hammadiderna var en avknoppning av den ziridiska dynastin.

## Ziridiska härskare i Ifriqiya
- Abul-Futuh Sayf ad-Dawla Buluggin ibn Ziri (973-983)
- Abul-Fat'h al-Mansur ibn Buluggin (983-995)
- Abu Qatada Nasir ad-Dawla Badis ibn Mansur (995-1015)
- Sharaf ad-Dawla al-Muizz ibn Badis (1015-1062)
- Abu Tahir Tamim ibn al-Muizz (1062-1108)
- Yahya ibn Tamim (1108-1131)
- Ali ibn Yahya (1115-1121)
- Abul-Hasan al-Hasan ibn Ali (1121-1148)